# Procapra
Procapra — рід антилопоподібних ссавців з родини бикових.

## Систематика
підрід Prodorcas (Pocock, 1918)
- Procapra gutturosa (Pallas, 1777)

підрід Procapra (Hodgson, 1846)
- Procapra picticaudata (Hodgson, 1846)
- Procapra przewalskii (Büchner, 1891)

## Морфологічні особливості
Голова й тіло довжиною 950—1480 мм, хвіст довжиною 20—120 мм, висота в плечах 540—840 мм, вага 20—40 кг. У P. gutturosa, найбільшого виду, забарвлення оранжево-буре зверху, з рожево-корицевими боками, блідішими взимку. Інші види, як правило, коричнево-сірого кольору влітку, а взимку блідішого. Обидва мають білу пляму на крупі, але P. picticaudata безперервну, а в P. przewalskii вона ділиться серединною лінією більш темного кольору. Всі види мають білий низ. Роги, які є тільки у самців, близько 200-250 мм. Прогин рогів назад не так кидається в очі у P. gutturosa як і в інших видів.

## Звички
Procapra можна знайти на сухих луках на висотах до 5750 метрів. P. picticaudata є обережним і швидкою твариною, яка переміщається з місця ночівлі на землі і харчується в районах з мізерною рослинністю. Його шлюбний сезон починається в грудні і триває близько одного місяця; єдине дитинча народжуються в травні наступного року. 
P. gutturosa зазвичай мешкає на рівнині або злегка горбистих степах і напівпустелях. Він може бігти зі швидкістю 60-65 км/год і покрити 12-15 км на таких швидкостях. Активність в зимовий період в основному денна, а влітку вона зосереджена в кілька годин після сходу сонця і до заходу сонця. Щоденний рух обширний, і сезонний діапазон годування стада може охоплювати кілька сотень квадратних кілометрів. Міграції зазвичай відбуваються восени і навесні, що охоплюють сотні кілометрів, але ступінь і напрямок міняється залежно від погоди і наявності продовольства. Взимку стада може продовжувати рухатися, рідко залишаючись на одному місці більше, ніж день або два. Раціон складається головним чином з ковили та інших степових рослин. Особини P. gutturosa зазвичай знаходяться в стадах, що налічують 20-30 влітку і близько 100 особин взимку. Тим не менш, скупчення тисячі або навіть десятки тисяч особин можуть утворюватися під час міграцій і на вигідних місцях в зимовий період. Материнські групи з кількох десятків окремих самиць утворюються влітку, але вони і їх діти потім збираються в змішані стада. Шлюбний сезон P. gutturosa пізньої осені або взимку. Період вагітності становить 186 днів. Зазвичай народжується одне дитинча, іноді два, кожен вагою близько 3 кг. За кілька днів молодь може йти в ногу з матір'ю. P. gutturosa у полоні може жити 7 років.